# Robert Taft
Robert Alphonso Taft, född 8 september 1889 i Cincinnati, död 31 juli 1953 i New York, var en amerikansk politiker (republikan) och senator för Ohio från 1939 till sin död. Han var son till William Howard Taft, som var USA:s 27:e president och senare ordförande i högsta domstolen. Robert Taft försökte bli republikanernas presidentkandidat 1940, 1948 och 1952 men förlorade mot Wendell Willkie, Thomas Dewey och Dwight D. Eisenhower.

## Biografi
I senaten var Robert Taft under flera år språkrör för Republikanska partiets konservativa falang med ett djupgående motstånd mot New Deal-programmet och utrikespolitisk interventionism, ideal som han ansåg att republikanerna borde hålla fast vid, i strid med det mer försonliga "Eastern Establishment" under Thomas Dewey, som förespråkade en mer aktiv och internationalistisk politik. Taft anses ha tjänat som första stora inspirationskälla i en kedja av strikt konservativa republikaner som Barry Goldwater (presidentkandidat 1964) och Ronald Reagan (president 1981–1989). Själv åberopade han liberalism som källan för sin filosofi med förklaringen: "With liberalism, I mean the liberty of the individual to think his own thoughts and live his life as he desires to think and live."
Taft förespråkade en svag, passiv federal regering, individuella fri- och rättigheter och en icke-interventionistisk utrikespolitik. Från andra världskrigets utbrott i september 1939 till och med Japans attack mot Pearl Harbor 1941 motsatte han sig assistans till de allierade länderna i Europa. Taft kom dock att stödja den amerikanska krigsinsatsen efter anfallet mot Pearl Harbor, då själva USA angripits.
Under efterkrigstiden var han motståndare till NATO, FN och militära allianser med andra länder och ådrog sig hård kritik från såväl demokrater som republikaner sedan han kritiserat Nürnbergrättegångarna för att strida mot legalitetsprincipen och grunda sig på segrarens rättvisa, inte minst då inga juridiska åtgärder vidtogs för att bestraffa krigsförbrytelser begångna av de allierade. Han försvarades postumt av sin kollega John F. Kennedy i den Pulitzerprisbelönade boken Profiles in Courage (1957) och utsågs av en senatskommitté ledd av Kennedy till en av de bästa fem senatorerna men återhämtade sig aldrig politiskt och förlorade 1948 års republikanska nominering till Dewey.
Taft omvaldes trots kritiken till senaten med stor marginal 1950 och vann de republikanska primärvalen inför 1952 års presidentval, men tvingades stå tillbaka för den nyrekryterade partimedlemmen Dwight D. Eisenhower, som ansågs luta åt Deweys "liberala" falang och erbjuda partiet en större möjlighet att besegra demokraternas Adlai Stevenson, vilket han sedan gjorde. Taft avled knappt sju månader in i sin tredje mandatperiod, 63 år gammal.